# Antonín Švehla
Pour les articles homonymes, voir Švehla.
Antonín Švehla, né le 15 avril 1873 et mort le 12 décembre 1933 à Prague, est un homme politique tchécoslovaque.
Figure importante du parti agraire dans la Première République tchécoslovaque, il sert à deux reprises comme premier ministre de la Tchécoslovaquie, entre 1922 et 1926 et entre 1926 et 1929. Il est considéré comme l'un des instigateurs de la Pětka (en), groupe qui fait les décisions politiques importantes en privé.
Le jardin du campus européen de Sciences Po à Dijon porte le nom "Jardin des agrariens d'Antonín Švehla (1873-1933)" depuis 2005.